# مجموعات الفهد الأسود
مجموعات الفهد الأسود أو كتائب الفهد الأسود هي أحد مجموعات العسكرية لحركة فتح تأسست في عام 1989 على يد ناصر البوز في نابلس وبرزت في الانتفاضة الفلسطينية الأولى.